# Dioscorea pseudomacrocapsa
Dioscorea pseudomacrocapsa är en enhjärtbladig växtart som beskrevs av G.M.Barroso, E.F.Guim. och Dimitri Sucre Benjamin. Dioscorea pseudomacrocapsa ingår i släktet Dioscorea och familjen Dioscoreaceae. Inga underarter finns listade i Catalogue of Life.